# Terra dei Castelli
La Terra dei Castelli patriarcali corrisponde al territorio un tempo occupato dal Principato patriarcale di Aquileia, e coincidente in massima parte con l'odierno Friuli. La zona, già fortemente militarizzata da romani in età tardoantica per contenere le spinte delle invasioni barbariche e proteggere la regione di Aquileia, fu successivamente munita di fortezze e castelli durante il dominio dei Goti, dei Bizantini, dei Longobardi e dei Franchi, fino a quando ricadde sotto il controllo degli imperatori germanici nel IX secolo, e successivamente questi ne concessero il controllo al patriarca di Aquieia. 

## Storia
Dopo le devastanti invasioni degli Ungari nella prima metà del X secolo, gli imperatori affidarono ai patriarchi di Aquileia il compito di difendere e rivitalizzare il territorio friulano, dapprima con concessione di territorio e immunità, fino all'assegnazione formale da parte dell'imperatore Enrico IV dei diritti feudali sul territorio nel 1077. Tra il XII e il XIV secolo si assistette quindi a una massiccia opera di recupero dei siti castellani, rimessi in efficienza e ammodernati: si contano oltre 130 castelli operativi a difesa del patriarcato, oltre alle abbazie e alle città fortificate tra cui, oltre alla stessa Aquileia, emergono Cividale (capitale formale dello Stato Patriarcale), Udine, Gorizia, Gemona e Venzone.
I castelli furono in origine la residenza dei nobili vassalli degli imperatori sassoni, e successivamente dello stesso Patriarca; si trattava di nobili soprattutto di origine germanica, incaricati degli obblighi feudali di difesa del territorio. Col passare del tempo essi persero la loro originaria funzione militare, e vennero spesso abbandonati dai castellani in favore di più comode ville di campagna o palazzi nelle città principali, come a Udine. In altri casi essi vennero distrutti, su ordine del Patriarca, per punire nobili riottosi o nell'ambito delle dispute dinastiche che caratterizzarono la seconda metà del Medioevo friulano.
La funzionalità dei castelli decadde definitivamente nel 1420, con la conquista dello Stato Patriarcale da parte della Repubblica di Venezia e la fine del potere temporale dei Patriarchi. Il colpo di grazia fu dato dal devastante terremoto del 1511, che portò alla rovina gran parte dei manieri dei quali ben pochi furono ricostruiti.

## La Strada dei Castelli Orientali
Anche se diffusi in tutto il territorio dello Stato Patriarcale, i castelli furono concentrati soprattutto lungo il confine orientale, a difesa delle principali vie di traffico e dei valichi verso la Carniola (attuale Slovenia) e Carinzia (attualmente in Austria). 
La massima concentrazione e densità di castelli è probabilmente quella posizionata sulla Strada dei Castelli Orientali, tra le città-fortezza di Venzone e Cividale. Il percorso, tuttora esistente, si snoda per circa 50 km e tocca (da Nord a Sud) gli attuali comuni di Venzone, Gemona, Artegna, Magnano, Tarcento, Nimis, Povoletto, Attimis, Faedis, Torreano e Cividale, ruotando intorno al castello di Udine che fu l'ultima e principale residenza dei Patriarchi. Questa è la fascia di territorio che, più propriamente, è definita la Terra dei Castelli, per la grande densità di castelli che nello stesso periodo erano attivi nell'arco di poche decine di kilometri.

## La Strada dei Castelli e dei Sapori
Una serie di castelli venne edificata anche più a ovest, nell'area collinare posta al centro della pianura friulana, più precisamente nel territorio compreso tra la SS 13 Pontebbana e il letto del fiume Tagliamento. La funzione, anche in questo caso, era di controllo delle vie di passaggio che da Nord scendono verso la costa, sempre a protezione dei principali centri a partire da Udine. In questo caso si tratta di un numero ridotto di castelli, generalmente in buono stato di conversazione: nella maggior parte dei casi infatti (anche per la maggiore vicinanza ai centri di potere) essi sono stati abitati fino a tempi recenti, perdendo dunque l'originaria funzione militare per trasformarsi in eleganti residenze nobiliari.
È stato recentemente creato un percorso artistico-gastronomico, detto Strada dei Castelli e dei Sapori, che per oltre 90 km si snoda attraverso i luoghi di produzione e degustazione del prosciutto crudo di San Daniele, del formaggio di Fagagna, della trota di San Daniele e degli altri sapori tipici del territorio del Friuli Collinare. I comuni principali toccati dal percorso sono Colloredo, Cassacco, Treppo, Buja, Osoppo, San Daniele, Ragogna, Fagagna, Moruzzo.